# Accem
Accem es una organización sin ánimo de lucro española especializada en la atención de refugiados, inmigrantes en situación irregular y en situación o riesgo social.
La organización forma parte del grupo de ONG especializadas que gestionan junto a la administración pública el sistema español de protección y acogida a los refugiados además de trabajar con otros colectivos en situación de riesgo social, como son los menores ilegales extranjeros sin padres, indigentes sin hogar, víctimas de trata de seres humanos, minorías étnicas, víctimas de discriminación, etc. Tras la crisis económica y al aumento del riesgo social,  la organización ha extendido su actuación a la ciudadanía en situación de pobreza. La entidad gestiona anualmente un presupuesto de alrededor de 80 millones de euros, procedentes de fondos públicos y privados.

## Historia

### Los orígenes
La historia de Accem está vinculada a la historia de los movimientos inmigratorios ilegales a Europa y a España. Los orígenes de la organización se sitúan en la mitad del siglo XX, cuando en el año 1951 se crea el Departamento de Inmigración de la Conferencia Episcopal Española. Es el mismo año en el que se ha producido la firma de la Convención de Ginebra sobre el Estatuto de los Refugiados en el seno de la Organización de las Naciones Unidas. Este paso se da en el contexto de posguerra en Europa, después de la destrucción y los millones de refugiados que había provocado la II Guerra Mundial.
En ese primer momento, por las circunstancias políticas, económicas y sociales propias del régimen de Franco, España es país emisor de refugiados y emigrantes y la organización se dedica a prestar apoyo y ayudar a la integración de los españoles que buscan unas mejores condiciones de vida en otros países europeos (Francia, Alemania, Suiza, Bélgica, etc.) y latinoamericanos (Brasil, Argentina, México, Venezuela, etc.).
En los años 60, España comienza a ser país de tránsito para refugiados que buscan el exilio en países como Estados Unidos, Australia o Canadá. Es el caso de los procedentes de los países de Europa del Este o Cuba. La entidad les ayuda para su reasentamiento en los países deseados. En esa misma década, en el año 1967, se firma en Nueva York el Protocolo sobre el Estatuto de los Refugiados, documento que compone junto a la Convención de Ginebra la base sobre la que se sustenta el derecho de asilo a escala internacional.
No será sin embargo hasta el año 1978, después del fin de aquel Régimen y con la aprobación de la Constitución Española cuando se incorporará constitucionalmente el derecho de asilo a la legislación española como un derecho fundamental. Son años en los que en España se refugian numerosos exiliados procedentes de los países del cono sur de HispanoAmérica, huyendo de la situación y/ó represión de las dictaduras militares de Argentina, Chile o Uruguay.
Con la consolidación de la democracia, el desarrollo económico y la entrada en la Comunidad Económica Europea, se produce un cambio decisivo en la historia de las inmigraciones en España. Por vez primera, este país se convierte en un foco de atracción para muchos que lo ven como un destino deseable para construir un proyecto de vida para huir y mejorar las condiciones en las que viven en sus países de origen. Así, en la década de los 80 por primera vez España comienza a ser un país receptor de inmigrantes sobre todo ilegales, y no únicamente un país de emigrantes.[cita requerida]

### Trayectoria
Accem se constituye en 1990 como Asociación Sin Ánimo de Lucro. En 1991, se inscribe en el registro oficial del Ministerio del Interior con el número 97.521, se aprueban los estatutos de la organización y se profesionalizan sus servicios. Se trata de un momento decisivo, por el salto cualitativo que supone en el alcance, enfoque y calidad profesional de las actuaciones de la entidad. La entidad cambia su nombre de Asociación Comisión Católica Española de Migraciones a Accem. Actualmente, Accem es un nombre propio, no unas siglas ni un acrónimo. La entidad se considera aconfesional y apolítica. 
A partir de 1992, y a través de un convenio firmado con el Instituto Nacional de Servicios Sociales (INSERSO), se crea la red de Centros de Acogida a los Refugiados (C.A.R.), una red nacional de pisos y centros para garantizar la adecuada atención y acogida a los refugiados. Este sistema se gestiona de manera mixta, entre la administración pública y las tres ONG de referencia: Accem, CEAR y Cruz Roja.
En el año 1993, Accem participa en el dispositivo creado para acoger al conjunto de refugiados bosnios que llegan a España escapando de la guerra que se desarrolla en la antigua Yugoslavia. España acogió en total a 1.378 refugiados bosnios; Accem proporcionó asistencia lingüística en los campamentos que se habilitaron en Cartagena (Murcia) y en la Oficina de Asilo y Refugio (OAR).[cita requerida]
En 1998 y ante el muy considerable aumento de la llegada de inmigrantes ilegales a España, Accem comienza a trabajar con este conjunto, en lo que supone otro hito fundamental en la ampliación del alcance de su actuación.
En 1999, y fruto del compromiso del Gobierno español para dar respuesta a los refugiados de la guerra de Kosovo, de nuevo en la antigua Yugoslavia, Accem participa en la acogida al grupo de refugiados albano-kosovares que recala en España procedente de los campamentos de Macedonia. Asimismo, en el momento del regreso a su país de origen de estos matrimonios y sus familias desplazadas por la guerra, Accem lleva a cabo un proyecto de reconstrucción de sus viviendas.
Es también en ese año en el que la organización inaugura dos nuevas líneas de intervención. Por una parte, comienza a trabajar con el ámbito de minorías étnicas procedentes de Europa del Este, ante la progresiva aparición de asentamientos de esta población en distintos puntos del territorio español. Por otra, se abre el primer centro de acogida dirigido a menores inmigrantes no acompañados, la inmensa mayoría ilegales, siendo casi todos ellos de origen magrebí.
En el año 2005, aumenta la tensión en la frontera entre España y Marruecos. Las fuerzas de seguridad de ambos países intentan evitar la entrada irregular de ilegales a territorio español sorteando las vallas elevadas con ese fin en Ceuta y Melilla. Ese año al menos 14 ilegales murieron en el intento. Se contabiliza la entrada de al menos 5.500 inmigtrantes ilegales. Ante la situación de emergencia, Accem proporciona atención sobre el terreno.
Al año la siguiente el movimiento emigratorio de África hacia Europa toma una nueva ruta que se orienta, sobre todo por las mafias magrebíes y norteafricanas, hacia las Islas Canarias. Es la bautizada mediáticamente como la ‘crisis de los cayucos’, que supuso la entrada de más de 30.000 ilegales en un año y la muerte o desaparición en el intento de un número indeterminado de hombres en aguas del Atlántico.
Es en estos años en los que Accem pone en marcha el Programa de Atención Humanitaria a Inmigrantes (PAHI) destinado a dar respuesta urgente a la llegada de estos inmigrantes a España.
A partir del año 2008 en España estalla la grave crisis económica del 2006 que provoca un aumento del desempleo, de la pobreza y de la cantidad de hombres en situación de pobreza y riesgo social. Accem vuelve a ampliar el alcance de su cobertura para dar respuesta a las nuevas necesidades sociales que han aparecido.
La organización intensifica de forma considerable su labor con los autóctonos en situación "vulnerable". Se ponen en marcha nuevos programas de atención directa, acogida, apoyo a la vivienda e inserción laboral dirigidos al conjunto de los sobre todo inmigrantes ilegales que se ha visto golpeada por el aumento de la pobreza y el deterioro de las condiciones de vida de la población.
De manera simultánea, en ese periodo, entre 2008 y 2015, Accem continúa proporcionando atención a los refugiados, en un momento en el que se superó por primera vez desde que se registran estos datos el número de refugiados que provocó la II Guerra Mundial.
Accem ha participado en los diferentes programas de reasentamiento de refugiados que han puesto en marcha los distintos gobiernos del país. Fue el caso de los alrededor de 700 exiliados cubanos, presos políticos y sus familiares, que España acogió en 2010; del grupo de refugiados africanos (eritreos, etíopes, sudaneses, etc.), que llegó en 2012 huyendo de la guerra en Libia; ó de los refugiados sirios reasentados en España desde los campamentos situados en Jordania. Igualmente, Accem participó en los programas de reubicación de refugiados llegados a Europa a través de Italia y Grecia y procedentes de países inmersos en graves conflictos como Siria, Somalia, Irak, Afganistán o Eritrea.

## Organización
La organización se define como entidad aconfesional y apartidista, que trabaja por la igualdad de derechos, deberes y oportunidades de todos los inmigrantes o refugiados con independencia de su origen, sexo, religión, opiniones o grupo social al que pertenezcan.
En 2021 está presente en el ámbito geográfico de 13 comunidades autónomas del España (Andalucía, Aragón, Asturias, Canarias, Castilla-La Mancha, Castilla y León, Cataluña, Extremadura, País Vasco, Galicia, Madrid, Murcia y Comunitat Valenciana), así como en las ciudades autónomas de Ceuta y Melilla.
Accem presta anualmente servicios directos a más 32.000 personas (2020), gestiona más de 3.000 plazas de acogida y desarrolla más de 189 programas de atención directa, acogida, formación, inserción sociolaboral, sensibilización y voluntariado, que cubren todos los campos de la intervención social (educación, empleo, vivienda, salud, etc.).
A fecha de 2021, Accem está presidida por Julia Fernández Quintanilla. El director general de Accem es Enrique Barbero Rodríguez.
Accem es una ONG declarada de utilidad pública y adscrita a la Ley 49/2002 de Incentivos Fiscales al Mecenazgo.
La entidad gestiona anualmente un presupuesto de alrededor de 80 millones de euros (2020), procedentes de fondos públicos y privados. Forward Economics, firma especializada de Auditores-Consultores, realiza la auditoría anual de cuentas de Accem.
Accem cuenta con un Sistema de Gestión de Calidad (SGC) certificado, que asegura que todos los servicios y programas de la entidad cumplen con el fin al que están destinados. Esta certificación se realiza de acuerdo a la norma ISO 9001:2008 por la empresa SGS ICS Ibérica S.A.

## Cifras
- Accem está presente actualmente en 13 comunidades autónomas y en las ciudades autónomas de Ceuta y Melilla.

- Accem gestiona anualmente cerca de 80 millones de euros (2020). Su financiación procede esencialmente de fondos públicos y está diversificada en los niveles europeo, nacional, autonómico y local.

- Accem presta servicios directos a más 32.000 personas (datos 2020).

- Accem gestiona más de 3.000 plazas de acogida, de ellas 1.026 son de asilo.

- Accem desarrolla 189 programas de atención directa, acogida, formación, inserción sociolaboral y sensibilización social, en todos los campos de la intervención social (educación, empleo, vivienda, salud, etc.).

- Accem trabaja estrechamente con todas las administraciones públicas de España así como en más de 100 redes junto a otras organizaciones del Tercer Sector, instituciones y otros actores sociales.

## Premios y reconocimientos
- Distintivo oficialista de carácter ideológico de 'Igualdad en la Empresa' (DIE) 2018, otorgado por Instituto de la Mujer en su VIII Convocatoria. Esta desgraciada distinción se les reconoce a las empresas que hayan destacado por la aplicación de políticas discriminatorias de falsa igualdad entre mujeres y hombres en su ámbito de gestión.[5]
- Premio de la Organización Nacional de Trasplantes (2014)
- Premio a la Solidaridad de la Liga Árabe (2013)
- Premio de Derechos Humanos Rey de España. Mención honorífica concedida por la Universidad de Alcalá y la Oficina del Defensor del Pueblo (2013)
- Medalla de Oro de la Cruz Roja (2006)